# Cristina Parodi
Cristina Parodi (Alessandria, 3 novembre 1964) è una giornalista e conduttrice televisiva italiana.

## Biografia
È la secondogenita di Pietro Parodi, ingegnere, e di Laura Casabassa, insegnante di lettere. 
È sorella maggiore di Benedetta Parodi e minore di Roberto Parodi, entrambi giornalisti.
Diplomata al liceo classico Giovanni Plana di Alessandria, si è laureata in lettere moderne all'Università Cattolica del Sacro Cuore di Milano e, dopo la carriera agonistica come tennista, inizia l'attività televisiva nei primi anni ottanta lavorando per le piccole emittenti TelePiccolo e Telereporter per poi fare il suo debutto come giornalista nel 1988 lavorando per Odeon TV nelle trasmissioni sportive Caccia al 13 e Forza Italia. Nel 1990 passa a Mediaset, dapprima conducendo il programma sportivo Calciomania insieme a Maurizio Mosca e Cesare Cadeo ricoprendo il ruolo di inviata per Pressing, e poi collaborando con Studio Aperto, il primo telegiornale delle reti Mediaset, in onda su Italia 1, che necessitava di un maggior numero di giornalisti a causa dello scoppio della prima guerra del Golfo. Nel 1992, insieme al direttore Enrico Mentana e ai colleghi Clemente Mimun, Lamberto Sposini e Cesara Buonamici inaugura il TG5, conducendo peraltro la prima edizione assoluta, quella delle ore 13:00 del 13 gennaio.
Abbandonato il telegiornale nel 1996, conduce una trasmissione prodotta dalla testata del TG5, Verissimo, in onda nel tardo pomeriggio su Canale 5 con grande successo per numerose stagioni. Il programma approda anche in prima serata per alcune puntate con un ciclo intitolato Le storie di Verissimo. Lascia la trasmissione nel 2005, quando, su richiesta del neodirettore della testata Carlo Rossella, torna al ruolo di conduttrice del TG5, nell'edizione principale delle 20. Nel 1998 ha vinto ad Alghero il Premio Nazionale Alghero Donna di Letteratura e Giornalismo per la sezione giornalismo. Durante i nove anni in cui ha condotto Verissimo ha anche partecipato nel 2000 a Strano ma vero, con Gene Gnocchi, e condotto il reality di Canale 5 The Bachelor - L'uomo dei sogni, andato in onda nell'estate 2003.
Inoltre interpreta il ruolo di sé stessa nei film comici Body Guards - Guardie del corpo e Tutti gli uomini del deficiente e ha presentato più volte il concerto di Natale in Vaticano, in onda la vigilia di Natale su Canale 5, nonché alcune trasmissioni evento come Concerto per l'Unione Europea, Serata per i diritti umani, Donna sotto le stelle e Un Papa di nome Giovanni. Nel 2012 lascia Mediaset per passare a LA7, dove già dal 2011 lavora la sorella Benedetta: dal 10 settembre conduce Cristina Parodi Live e Cristina Parodi Cover. Il 2 novembre Cristina Parodi Cover chiude per bassi ascolti, e il 21 dicembre chiude anche Cristina Parodi Live per lo stesso motivo. 
Il 12 febbraio 2013, insieme alla sorella, è tra i cosiddetti proclamatori del Festival di Sanremo, condotto da Fabio Fazio, per proclamare i Marta sui Tubi. Successivamente passa in Rai nella primavera del 2013. Dal 6 aprile al 4 maggio è giurata in Altrimenti ci arrabbiamo, show condotto da Milly Carlucci su Rai 1. Dal 20 dicembre 2013 al 10 gennaio 2014 conduce su Rai 1, con Al Bano, il programma Così lontani così vicini. Dall'8 settembre 2014 conduce La vita in diretta, storico programma pomeridiano di Rai 1, insieme a Marco Liorni. Entrambi vengono riconfermati alla conduzione del programma anche per le due successive stagioni. Nella stagione 2017-2018 è alla guida della trasmissione Domenica in con la sorella Benedetta ma, dato lo scarso risultato auditel, diventa unica conduttrice dopo poche settimane. Nella stagione successiva è riconfermata alla domenica pomeriggio di Rai 1, ma con un nuovo programma: La prima volta.

## Vita privata
Il 1º ottobre 1995 a Carpeneto (AL) si è sposata con Giorgio Gori (allora direttore di Canale 5), con il quale vive nella città di cui quest'ultimo è stato sindaco, Bergamo, insieme ai tre figli: Benedetta (nata il 24 giugno 1996), Alessandro (nato il 20 agosto 1997) e Angelica, nota come Chiamamifaro, concorrente della ventiquattresima edizione di Amici di Maria De Filippi (nata il 24 luglio 2001). 
È cognata del giornalista e telecronista sportivo di Sky Fabio Caressa, marito della sorella Benedetta.

## Filmografia
- Tutti gli uomini del deficiente, regia di Paolo Costella (1999) – se stessa
- Body Guards - Guardie del corpo, regia di Neri Parenti (2000) – se stessa
- Il mio amico Babbo Natale 2, regia di Lucio Gaudino – film TV (2006) - conduttrice telegiornale
- Il 7 e l'8, regia di Ficarra e Picone e Giambattista Avellino (2007) – se stessa

### Doppiaggio
- Shark Tale, regia di Vicky Jenson, Eric Bergeron, Rob Letterman (2004) – Katie Current

## Programmi televisivi
- Caccia al 13 (Odeon TV, 1988-1989)
- Forza Italia (Odeon TV, 1989-1990)
- Calciomania (Italia 1, 1989-1990)
- Pressing (Italia 1, 1990-1991) – inviata
- Parlamento in (Canale 5, 1992)
- TG5 (Canale 5, 1992-1996, 2005-2012)
- La lunga notte degli Oscar (Canale 5, 1993)
- Rotocalco (Canale 5, 1993-1995)
- Diana - Scacco al Re (Canale 5, 1995)
- Trenta ore per la vita (Reti Mediaset, 1996)
- Verissimo (Canale 5, 1996-2005)
  - Le storie di Verissimo (Canale 5, 1997-2000)
  - Speciale Verissimo: Ricordo di un figlio (Canale 5, 1998)
  - Speciale Verissimo: Di Caprio - I Love You (Canale 5, 1998)
  - Verissimo mattina (Canale 5, 2002-2003)
  - La mattina di Verissimo (Canale 5, 2004-2005)
- Galleria di Stelle (Canale 5, 1997)
- Natale in Vaticano (Canale 5, 1997-2004)
- Serata Amnesty (Canale 5, 1998)
- Concerto per l'Europa (Canale 5, 1998)
- Una Madre di nome Teresa (Canale 5, 1998)
- Stirpe reale (Canale 5, 1998; Rete 4, 2000)
- Strano ma vero - Alla faccia dell'ornitorinko (Italia 1, 2000)
- Un Papa di nome Giovanni (Canale 5, 2000)
- Donna sotto le stelle (Canale 5, 2000, 2002)
- Sfilata d'amore e moda (Rete 4, 2002)
- Concerto per l'UE (Canale 5, 2001)
- Serata per i diritti umani (Canale 5, 2002)
- The Bachelor - L'uomo dei sogni (Canale 5, 2003)
- Katia, 40 anni nella lirica (Canale 5, 2010)
- Royal Wedding (Canale 5, 2011) – opinionista
- Cristina Parodi Live (LA7, 2012)
  - Cristina Parodi Cover (LA7, 2012)
- Altrimenti ci arrabbiamo (Rai 1, 2013) – giurata
- Così lontani così vicini (Rai 1, 2013-2014)
- La vita in diretta (Rai 1, 2014-2017)
  - Italia in diretta (Rai 1, 2014-2015)
- Telethon (Rai 1, 2014, 2018)
- Un mondo da amare (Rai 1, 2014)
- Domenica in (Rai 1, 2017-2018)
- La prima volta (Rai 1, 2018-2019)
- Premio Campiello (Rai 5, 2020)

## Opere letterarie
- La comunicazione. Parlare, telefonare, scrivere, Sonzogno Editore, 2001.
- Gli affari di cuore, Sonzogno Editore, 2003.
- L'arte di ricevere: inviti, feste, giochi, Sonzogno Editore, 2004.
- Sei perfetta e non lo sai, Rizzoli Editore, 2014.
- Arrivo sempre in anticipo, Mondadori, 2015.
- Case di montagna, AdArte, 2018.
- E vissero tutti felici e contenti? La profezia di Diana e un destino già scritto, Cairo Editore, 2021.